# Léster Rodríguez
Léster Yomar Rodríguez Herrera (Barinas, 29 marzo 1952) è un ingegnere e politico venezuelano, attuale sindaco di Mérida (Venezuela). Eletto con il COPEI, è tra i candidati alle prossime elezioni a Governatore dello Stato Mérida, nonché rettore emerito dell'Università delle Ande.